# 曽我兄弟ノ宮
曽我兄弟ノ宮（そがきょうだいのみや）は、千葉県匝瑳市山桑にある神社である。曾我兄弟に仕えた鬼王兄弟が曾我兄弟二人の遺品を故郷へ持ち帰り、弔ったものである。宮は鬼王家の敷地で、県道を挟んだ反対側医光院には曽我兄弟を祀った観音像「木造聖観音菩薩立像」（市指定文化財）がある。

## 由緒
下総国匝瑳郡山桑の住人鬼王兼次は、かつては源義朝に従っていたが、平治の乱後は故郷に帰っていた。治承4年（1180年）源頼朝挙兵の報を知ったが、自らは病床にあったため二人の息子鬼王丸・道三郎（団三郎）を親交のあった河津祐泰を頼り、郎党になるよう遺言する。祐泰の寵愛を受けた鬼王兄弟は、その後生まれた祐泰の子、十郎・五郎（後の曾我兄弟）の守役となる。安元2年（1176年）祐泰は工藤祐経との所領争いで落命し、祐泰の妻は十郎・五郎の二人を連れて曾我祐信と再婚した。
母から父祐泰の無念を聞かされていた十郎・五郎の兄弟は成人すると、建久4年（1193年）後事を鬼王兄弟に託し工藤祐経を討ち取る。鬼王丸・道三郎の鬼王兄弟は曾我兄弟の遺品を持ち帰り、墓を立てて冥福を祈った。曾我兄弟と関わりのあった遊女・虎御前も墓を訪れ、この地に数年を過ごしたと伝えられている。

## 匝瑳市指定文化財
- 医光院 木造聖観音菩薩立像

## 交通アクセス
- 道路
  - 千葉県道16号佐原八日市場線 匝瑳市街から佐原方面へ約5分

- 鉄道
  - 最寄り駅 JR東日本総武本線八日市場駅